# Колібрі-шаблекрил білохвостий
Колі́брі-шаблекри́л білохвостий (Campylopterus ensipennis) — вид серпокрильцеподібних птахів родини колібрієвих (Trochilidae). Мешкає у Венесуелі та на острові Тобаго.

## Опис

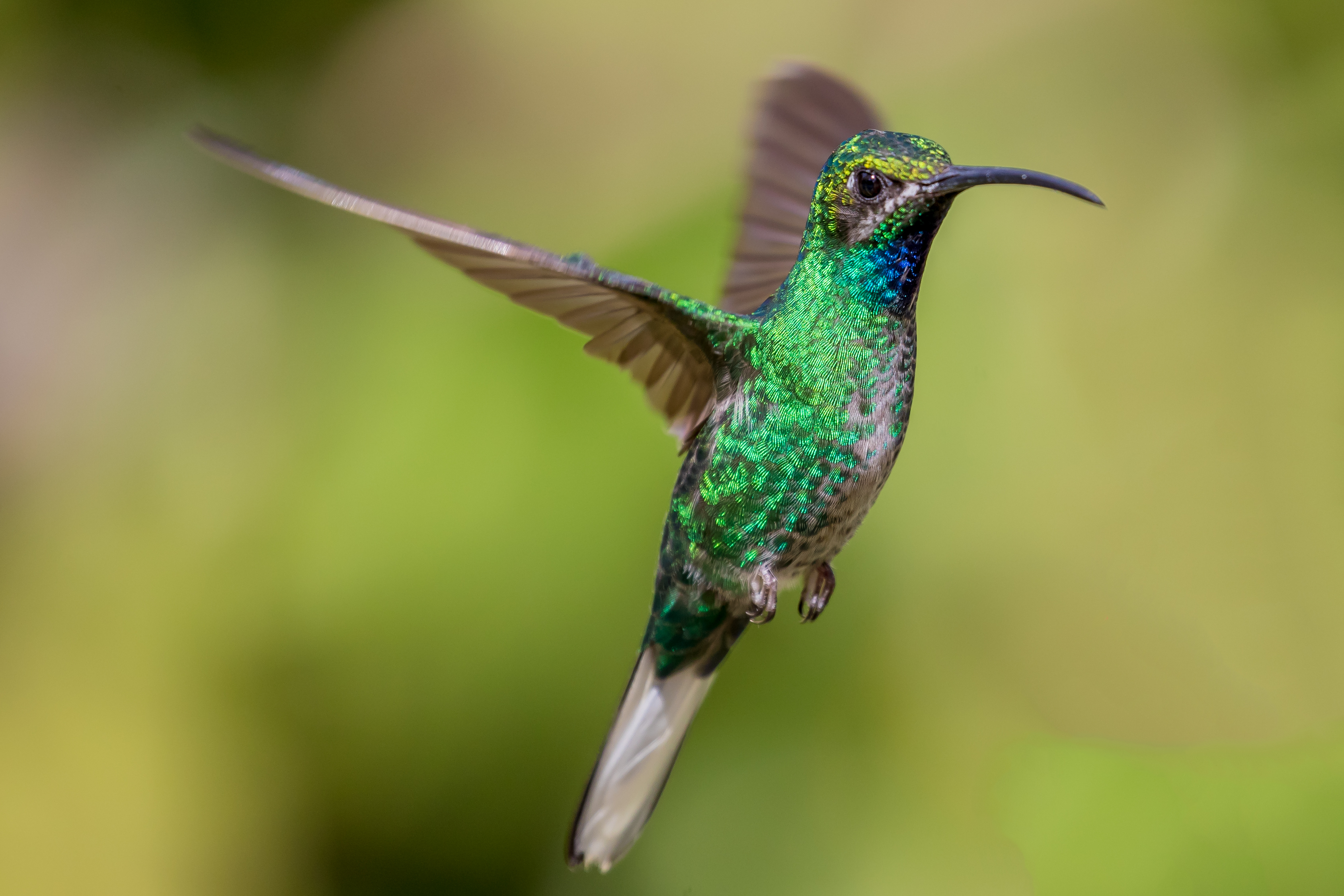
Білохвостий колібрі-шаблекрил (Тобаго)

Довжина птаха становить 12-13 см, самці важать 9,5-10,5 г, самиці дещо легші. Верхня частина тіла зелена, блискуча, за очима білі плями. Нижня частина тіла зелена, блискуча, горло синє з фіолетовим відблиском. Стрижні трьох першорядних махових пер витовщені і сплющені, що надає крилам харатерної форми. Хвіст квадратної форми, центральні стернові пера бронзово-зелені, три крайні пари стернових пер білі, біля основи чорні. Дзьоб чорний, дещо вигнутий. У самиць нижня частина тіла світло-сіра, боки поцятковані зеленими круглими плямами. Пляма на горлі тьмяно-синя, помітно менша, ніж у самців. Забарвлення молодих птахів є подібним до забарвлення самиць.

## Поширення і екологія
Білохвості колібрі-шаблекрили мешкають в горах Серранія-де-Турімікуїре на півночі Венесуели, в горах на півострові Парія, а також в горах на острові Тобаго. Вони живуть у вологих гірських тропічних лісах, на узліссях і галявинах, на тінистих кавкових плантаціях та у старих вторинних заростях. На Тобаго зустрічаються на висоті понад 100 м над рівнем моря, на півострові Парія на висоті від 400 до 1200 м над рівнем моря, в горах на півночі Венесуели на висоті від 760 до 1830 м над рівнем моря.

## Поведінка
Білохвості колібрі-шаблекрили живляться нектаром квітів з родин бромелієвих і маренових, геліконій, бананів тощо. Вони шукають нектар в нижньому і середньому ярусах лісу, у більш відкритих місцевостях також на верхівках дерев. Білохвості колібрі-шаблекрили захищають кормові території і пересуваються по них за певним маршрутом, живлячись нектаром різних квітів. Також вони доповнюють свій раціон комахами і павуками, яких ловлять в польоті. На Тобаго сезон розмноження триває з кінця січня по квітень. Самці збираються на токовищах і приваблюють самиць співом. Гніздо чашоподібне, відносно велике, діаметром 50-55 мм, висотою 70-350 мм, глибиною 35 мм. Воно робиться з моху, тонких рослинних волокон і гілочок, прикраплюється до горизонтальної гілки на висоті від 1,75 до 11 м над землею. В кладці 2 яйця розміром 16,2×10,4 мм.

## Збереження
МСОП класифікує стан збереження цього виду як близький до загрозливого. За оцінками дослідників, популяція білохвостих колібрі-шаблекрилів становить від 50 до 100 тисяч дорослих птахів. Їм загрожує знищення природного середовища. Ураган, що знищив велику частину лісу на Тобаго у 1963 році, значно скоротив популяцію білохвостих колібрі-шаблекрилів, однак згодом вона відновилася.